# Das Rosenbett
Das Rosenbett (Bed of Roses) ist ein US-amerikanisches Filmdrama von Michael Goldenberg aus dem Jahr 1996. Die Hauptrollen spielten Christian Slater und Mary Stuart Masterson.

## Handlung
Die New Yorkerin Lisa Walker arbeitet als eine Finanzexpertin. Sie arbeitet viel und hat berufliche Erfolge. Ihre Beziehung mit Danny ist nicht glücklich.
Lisa bekommt unerwartet in ihrem Büro eine Lieferung von Rosen, die Lewis Farrell überbringt. Weder Danny noch die anderen Bekannten Lisas offenbaren sich als Auftraggeber. Lisa forscht im Blumengeschäft nach, aber Lewis verweigert die Auskunft.
Am Abend sieht Lisa Lewis vor ihrem Haus. Er starrt auf ihr Fenster. Lisa erfährt, dass Lewis der Besitzer des Ladens ist. Er brachte ihr die Blumen, nachdem er sie zufällig sah.
Lisa bekommt weitere Blumen. Sie lernt das Leben von Lewis näher kennen. Lisa und Lewis werden ein Paar. Sie erzählt ihm von ihrer schwierigen Kindheit.
Vor Weihnachten kommt es zu einer Krise. Lisa macht Schluss mit Lewis. Später bereut sie es und besucht ihn in seiner Wohnung. Lewis zögert zunächst – dann aber verzeiht er ihr.

## Kritiken
- Roger Ebert schrieb in der Chicago Sun-Times vom 26. Januar 1996, dass die Verfilmung der rührseligen Geschichte in die 1930er Jahre passen würde. Der Charakter von Kim diene dazu, damit Lisa über ihre Gedanken erzählen könne. Ebert stellte Mutmaßungen an, was passieren würde, wenn die energische Kim die Blumen bekommen hätte. Die Talente der fehlbesetzten Mary Stuart Masterson und Christian Slater seien verschwendet.[1]
- Jack Mathews schrieb in der Los Angeles Times vom 26. Januar 1996, dass derart süße Filme wie dieser möglichst kurz sein sollten. Der Charakter von Lewis Farrell wirke zu perfekt.[2]
- Die Redaktion von prisma-online.de schrieb, dass die Komödie zu den banalsten Filmen aller Zeiten gehöre. Die Geschichte sei flach, einige Handlungselemente würden künstlich wirken.[3]

## Hintergrund
Der Film wurde in New York City gedreht. Das Einspielergebnis in den Kinos der USA betrug 19 Millionen US-Dollar.